# Charlotte Crossley
Charlotte Crossley (...) è un'attrice statunitense.

## Biografia
È conosciuta per aver interpretato Tina nel film del 1992 Sister Act - Una svitata in abito da suora e per aver preso parte ai film Faster del 2010 e Dietro i candelabri del 2013, con Matt Damon e Debbie Reynolds.

## Filmografia parziale

### Cinema
- Spiagge (Beaches), regia di Garry Marshall (1988)
- Sister Act - Una svitata in abito da suora (Sister Act), regia di Emile Ardolino (1992)
- Faster, regia di George Tillman Jr. (2010)

### Televisione
- Dietro i candelabri (Behind the Candelabra), regia di Steven Soderbergh - film TV (2013)